# La Brigade (film, 2022)
Pour les articles homonymes, voir La Brigade.
Pour plus de détails, voir Fiche technique et Distribution.
La Brigade est un film français réalisé par Louis-Julien Petit et sorti en 2022.

## Synopsis
Cathy a toujours voulu être cheffe dans un restaurant. Aujourd'hui âgée de 40 ans, elle n'a pas du tout réalisé son rêve. Elle est contrainte d'accepter un poste dans la cantine d'un foyer d'accueil de jeunes migrants.

## Fiche technique
- Titre original : La Brigade
- Réalisation : Louis-Julien Petit
- Scénario : Louis-Julien Petit, Liza Benguigui, Sophie Bensadoun et Thomas Pujol
- Musique : Laurent Perez del Mar
- Décors : Cécile Deleu et Arnaud Bouniort
- Costumes : Élise Bouquet
- Photographie : David Chambille
- Montage : Nathan Delannoy et Antoine Vareille
- Producteur : Liza Benguigui
- Sociétés de production : France 3 Cinéma, Odyssée, Elemiah, Pictanovo Région Hauts de France et Apollo Films
- Société de distribution : Apollo Films et Charades
- Pays de production :  France
- Langue originale : français
- Format : couleur — 2,35:1
- Genre : comédie
- Durée : 97 minutes
- Dates de sortie :
  - France : 
    - 20 janvier 2022 (festival de l'Alpe d'Huez)
    - 23 mars 2022 (sortie nationale en salles)

  - Suisse romande
    - 20 avril 2022[1]

## Distribution
- Audrey Lamy : Cathy Marie
- François Cluzet : Lorenzo
- Chantal Neuwirth : Sabine
- Fatoumata Kaba : Fatou
- Yannick Kalombo : GusGus
- Mamadou Koita : Djibril
- Alpha Barry : Alpha
- Yadaf Awel : Yadaf
- Aiham Deeb : Aiham
- Stéphane Brel : Mikaël
- Charlotte Léo : Anne-Marie
- Amadou Bah : Mamadou
- Demba Guiro : Demba
- Boubacar Balde : Boubacar
- Mohamat Hamit Moussa : Mohamat
- Irakli Maisaia : Irakli
- Sayed Farid Hossini : Sayed
- Saikat Barua : Saikat
- Amadi Diallo : Amadi
- Jeremy Charvet : régisseur émission télé
- Max Lobjois : Un élève de la brigade (non crédité

## Production
Le film est inspiré d'une histoire réelle advenue en Corrèze.

## Accueil

### Critique
La critique est partagée. Pour Ouest-France, « Audrey Lamy brille dans la nouvelle comédie sociale feel-good [...] populaire et jamais misérabiliste (...) ». Pour Les Dernières Nouvelles d'Alsace, « la comédie sociale lui [Audrey Lamy] va formidablement bien, son humour et son autodérision arment un militantisme souriant ». La Voix du Nord est plus nuancée et estime que « sans doute que l’ensemble est prévisible. (...) Mais nous sommes ici dans la grande tradition d’un cinéma social et humaniste assez salutaire, auquel Audrey Lamy insuffle ce qu’il faut d’empathie et d’énergie ». Les Échos trouvent ce film « inégal mais sympathique ». De même, pour L'Obs, « Le premier quart d’heure est mis en scène, le reste, phagocyté par l’ambition louable de Louis-Julien Petit (« les Invisibles ») de mettre en avant la nature formidable des gamins (Yannick Kalombo, Alpha Barry), issus d’un vrai centre d’accueil, au détriment de la tenue de son film, aux airs de sous-Nakache et Toledano ». Les Inrockuptibles parlent même d'un « haut-le-cœur ». Hubert Heyrendt, dans La Libre, déplore que le réalisateur ait « abdiqué (...) toute ambition de mise en scène » et trouve la fin du film « ridicule ».
Le site Allociné donne une moyenne de 3/5 pour un consortium de 18 titres de presse.

### Box-office
Le jour de sa sortie, le film se place en première position du box-office français des nouveautés en réalisant 42 384 entrées, dont 27 388 en avant-première, pour 424 copies. La comédie dramatique est suivi par le film familial Le Temps des secrets (39 488). Au bout d'une semaine d'exploitation en France, le film se place en 4e position du box-office en réalisant 119 405 entrées, devant Notre-Dame brûle (108 099) et derrière le blockbuster américain Ambulance (123 544). Le film passe en 7e position du box-office français la semaine du 30 mars, derrière Notre-Dame brûle (134 038), devant Le temps des secrets (121 967), en engrangeant 123 366 entrées supplémentaires. La semaine suivante, le film engrange moitié moins d'entrées (59 567), descend à la 9e place derrière Notre-Dame brûle (69 163) et devant Le temps des secrets (57 132).
| Pays ou région | Box-office      | Date d'arrêt du box-office | Nombre de semaines |
| -------------- | --------------- | -------------------------- | ------------------ |
| France         | 383 782 entrées | 10 mai 2022                | 7                  |
| Total mondial  | -               | -                          | -                  |

## Distinctions
- Audrey Lamy a reçu le prix d'interprétation féminine du festival international du film de comédie de l'Alpe d'Huez 2022[11].